# 印度竞争委员会
印度竞争委员会（英語：Competition Commission of India）是印度政府的一個竞争监管机构，负责执行2002年通過的《竞争法》，讓印度市場有序競爭并防止壟斷企業对市場竞争产生明显不利影响。該機構成立于2003年10月14日。它于2009年5月開始全面运作  。